# Août 1898

## Événements
- Canada : Donald Farquharson devient premier ministre de l'Île-du-Prince-Édouard.

- 12 août : les Américains entrent dans Manille.
- 21 août : course automobile entre Bordeaux et Biarritz. Loysel s’impose sur une Bollée.
- 23 août : Laferrière obtient du gouvernement français les décrets qui sont en quelque sorte une Constitution de l’Algérie : création des délégations financières, réorganisation du Conseil supérieur, accroissement de l’autonomie économique et sociale.
- 25 août : émeute turque en Crète. Massacre de chrétiens.
- 28-31 août : 2e Congrès sioniste à Bâle.
- 30 août : le colonel Henry se reconnaît auteur du faux ayant permis de condamner Dreyfus.
- 31 août : suicide du colonel Henry. Une souscription est ouverte pour élever à sa gloire un monument.

## Naissances
- 4 août : Paul Delmas-Marsalet, psychiatre et neurologue français († juillet 1977).
- 13 août : Jean Borotra, joueur de tennis († 17 juillet 1994).
- 22 août : Omer Huyse, coureur cycliste belge († 2 mai 1985).
- 23 août : Brooke Claxton, homme fédéral provenant du Québec.
- 25 août : Paul Winter, chef des Forces françaises de l'intérieur du Haut-Rhin pendant la Seconde Guerre mondiale († 8 octobre 1987).
- 27 août : Gaspard Fauteux, homme politique fédéral provenant du Québec.
- 30 août : 
  - Gleason Belzile, homme politique fédéral provenant du Québec.
  - Shirley Booth, actrice américaine († 16 octobre 1992).

## Décès
- 3 août : Charles Garnier, architecte français.
- 8 août : Eugène Boudin, peintre français.
- 9 août : Johan Wortman, sculpteur et médailleur néerlandais.
- 23 août : Félicien Rops, peintre belge.
- 24 août : Casimir Stanislaus Gzowski, homme d’affaires.